# Enithares
Enithares is een geslacht van wantsen uit de familie van de Notonectidae (Bootsmannetjes). Het geslacht werd voor het eerst wetenschappelijk beschreven door Maximilian Spinola in 1837.

## Soorten
Het genus bevat de volgende soorten:

- Enithares alexis Lansbury, 1967
- Enithares amboinensis Lansbury, 1968
- Enithares arfak D. Polhemus, 2020
- Enithares atra Brooks, 1948
- Enithares bakeri Brooks, 1948
- Enithares bergrothi Montandon, 1892
- Enithares biimpressa (Uhler, 1860)
- Enithares blandula Signoret, 1860
- Enithares bohemica Štys & Říha, 1975
- Enithares bosavi D. Polhemus, 2020
- Enithares braziliensis Spinola, 1837
- Enithares buhleri Brooks, 1948
- Enithares caesaries Nieser & Chen, 1991
- Enithares charakia Nieser & Chen, 1996
- Enithares chinai Jaczewski, 1927
- Enithares chinensis Brooks, 1948
- Enithares ciliata (Fabricius, 1798)
- Enithares compacta Gerstaecker, 1892
- Enithares concolor (Fieber, 1852)
- Enithares congoensis Brooks, 1948
- Enithares daigrei Poisson, 1935
- Enithares digitata Lansbury, 1974
- Enithares duidaensis Brooks, 1953
- Enithares ektacta Nieser & Chen, 1996
- Enithares elongata Lansbury, 1973
- Enithares foveata Lansbury, 1968
- Enithares freyi Brooks, 1948
- Enithares fusca Brooks, 1948
- Enithares gantsophora Nieser & Zettel, 1999
- Enithares genitalis Lundblad, 1933
- Enithares gibbera Brooks, 1948
- Enithares glauca Bolivar, 1879
- Enithares gwini Lansbury, 1984
- Enithares hackeri Hungerford, 1940
- Enithares hebridiensis Lansbury, 1968
- Enithares hippokleides Kirkaldy, 1898
- Enithares horvathi Kirkaldy, 1898
- Enithares hungerfordi Brooks, 1948
- Enithares insularis D. Polhemus, 2020
- Enithares intha Paiva, 1918
- Enithares intricata Breddin, 1905
- Enithares jeanneli Poisson, 1935
- Enithares kasim D. Polhemus, 2020
- Enithares lansburyi Nieser & Chen, 1991
- Enithares lineatipes Horváth, 1899
- Enithares lombokensis Lansbury, 1968
- Enithares loria Brooks, 1948
- Enithares luanzae Poisson & Sallier Dupin, 1969
- Enithares maai Lansbury, 1968
- Enithares maculata Distant, 1879
- Enithares madagascariensis Poisson, 1948
- Enithares malayensis Brooks, 1948
- Enithares mandalayensis Distant, 1910
- Enithares margarethae Nieser & Chen, 1996
- Enithares marginata (Fieber, 1852)
- Enithares martini Kirkaldy, 1898
- Enithares megalops Lansbury, 1968
- Enithares metallica Brooks, 1948
- Enithares milloti Poisson, 1948
- Enithares nieseri Zettel, 2003
- Enithares nigra Lansbury, 1968
- Enithares orsaki D. Polhemus, 2020
- Enithares papua D. Polhemus, 2020
- Enithares paramegalops Lansbury, 1968
- Enithares pellucida Brooks, 1948
- Enithares peninsularis D. Polhemus, 2020
- Enithares perseus Hutchinson, 1930
- Enithares phenakismos Nieser & Chen, 1991
- Enithares producta Lansbury, 1968
- Enithares quadrispinosa Lansbury, 1967
- Enithares rhodopis Hutchinson, 1928
- Enithares rinjani Chen, Nieser & Lansbury, 2008
- Enithares ripleyana Lansbury, 1968
- Enithares rogersi Distant, 1910
- Enithares simplex (Kirby, 1891)
- Enithares sinica Stål, 1854
- Enithares skutalis Nieser & Chen, 1991
- Enithares sobria Stål, 1855
- Enithares stansae Nieser & Chen, 1996
- Enithares stridulata Brooks, 1948
- Enithares stylata Lansbury, 1968
- Enithares subparallela Lansbury, 1968
- Enithares tagula D. Polhemus, 2020
- Enithares templetoni (Kirby, 1891)
- Enithares thienemanni Lundblad, 1933
- Enithares tibialis Liu & Zheng, 1991
- Enithares timorensis Brooks, 1948
- Enithares transvaalensis Poisson, 1955
- Enithares triangularis (Guérin-Méneville, 1844)
- Enithares uncata Lundblad, 1933
- Enithares unguistigris Zettel, 2012
- Enithares vflavum Reuter, 1882
- Enithares vicintricata Lansbury, 1968
- Enithares vulgaris Lansbury, 1968
- Enithares woodwardi Lansbury, 1968
- Enithares ziwa D. Polhemus, 2020